# Patrick Volkerding

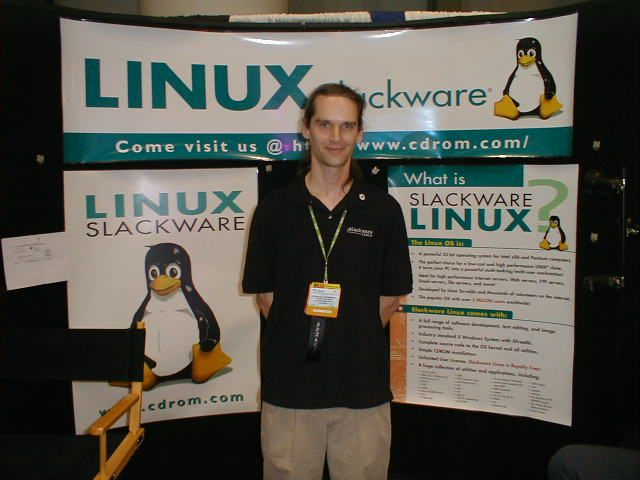
Patrick Volkerding la Linuxworld 2000 New York

Patrick Volkerding născut în 1966, a absolvit în 1993 Universitatea Moorhead din Minnesota, secția Calculatoare.
Din 1993 este creatorul și menținătorul a distribuției Linux Slackware, cea mai veche distribuție. Tot în 1993 a lansat online varianta 1.0 Slackware.
În noiembrie 2004 Patrick Volkerding a suferit o internare în spital pentru niște analize asupra sanătății. În cele din urma în luna decembrie a aceluiași an a fost externat și și-a reluat activitatea de menținerea a Slackware-ului.
În 22 noiembrie 2005, soția sa Andrea, îi aduce pe lume primul copil, o fetiță numită Briah Cecilia Volkerding.
În 2 octombrie 2006 Patrick Volkerding a lansat Slackware 11.0.
În 2 iulie 2007 a lansat Slackware 12.0, bazat pe cel mai recent nucleu de Linux, din generatia 2.6 (v.2.6.21.5).